# Lasiosina devitata
Lasiosina devitata är en tvåvingeart som beskrevs av Nartshuk 2006. Lasiosina devitata ingår i släktet Lasiosina och familjen fritflugor.
Artens utbredningsområde är Turkiet. Inga underarter finns listade i Catalogue of Life.